# Athetis perparva
Athetis perparva là một loài bướm đêm trong họ Noctuidae.